# Liste der Straßen und Plätze im 7. Arrondissement (Paris)
Diese Liste führt alle Straßen und Plätze im 7. Arrondissement von Paris auf.

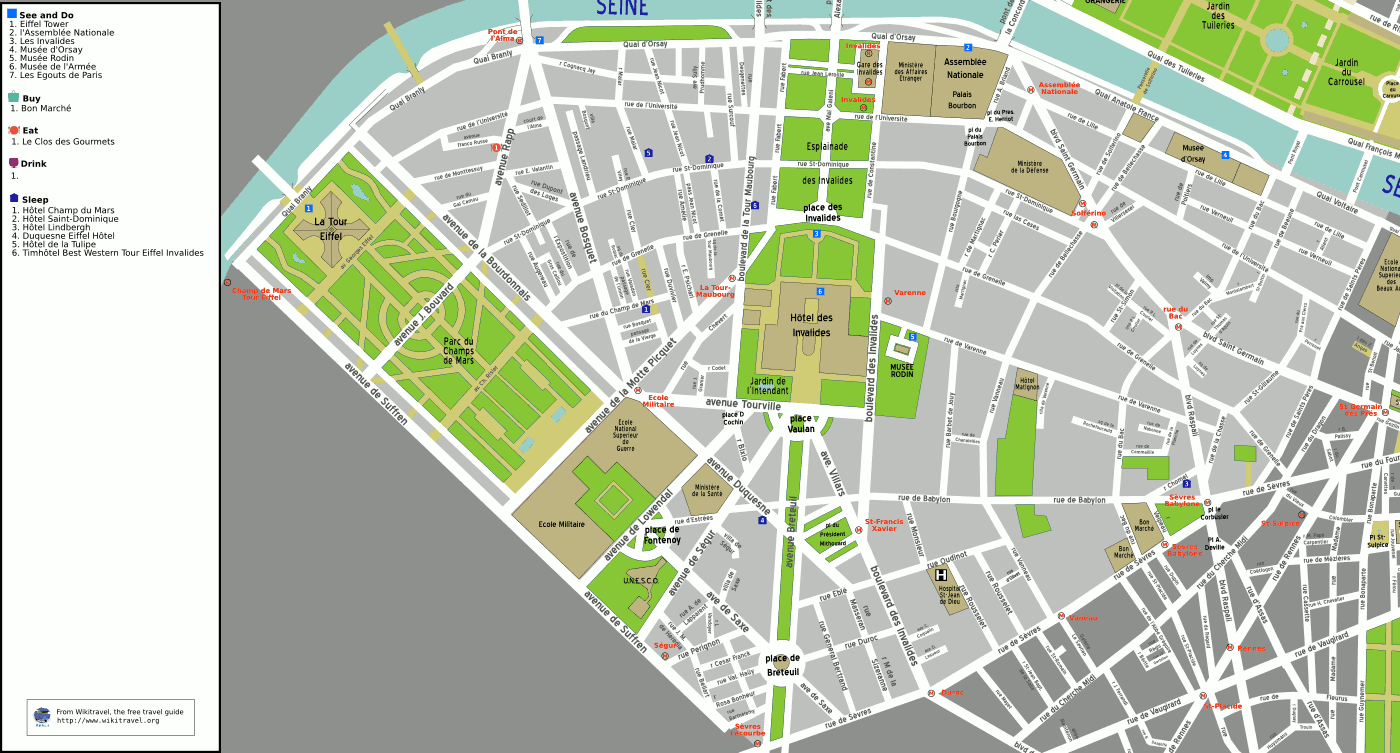
Plan des 7. Arrondissements von Paris

## Liste

### A
- Voie A/7
- Allée Adrienne Lecouvreur
- Rue Albert de Lapparent
- Pont Alexandre III
- Rue Allent
- Cité de l’Alma
- Pont de l’Alma
- Rue Amélie
- Avenue Anatole France
- Quai Anatole France
- Quai André Citroën
- Place André Tardieu
- Rue Aristide Briand
- Rue Augereau

### B
- Voie B/7
- Rue de Babylone
- Rue du Bac
- Rue Barbet-de-Jouy
- Avenue Barbey-D’Aurevilly
- Rue de Beaune
- Rue de Belgrade
- Rue de Bellechasse
- Rue Bixio
- Avenue Bosquet
- Rue Bosquet
- Villa Bosquet
- Rue Bougainville
- Port de la Bourdonnais
- Rue de Bourgogne
- Quai Branly
- Avenue de Breteuil
- Place de Breteuil
- Rue de Buenos-Aires

### C
- Pont du Carrousel
- Rue Casimir-Périer
- Rue de la Chaise
- Rue de Champagny
- Rue du Champ-de-Mars
- Rue Champfleury
- Rue de Chanaleilles
- Avenue Charles-Floquet
- Avenue Charles-Risler
- Rue Chevert
- Rue Chomel
- Allée Christian-Pineau
- Rue Cler
- Rue Cognacq-Jay
- Rue du Colonel-Combes
- Rue de la Comète
- Rue de Commaille
- Pont de la Concorde
- Avenue Constant-Coquelin
- Rue de Constantine
- Rue de Courty

### D
- Voie D/7
- Avenue Daniel-Lesueur
- Passerelle Debilly
- Place Denys-Cochin
- Rue Desgenettes
- Avenue du Docteur-Brouardel
- Rue Dupont-Des-Loges
- Avenue Duquesne
- Rue Duroc
- Rue Duvivier

### E
- Voie E/7
- Rue Éblé
- Place de l’École-Militaire
- Rue Edmond-Valentin
- Place Edwige-Feuillère
- Avenue Élisée-Reclus
- Place El Salvador
- Avenue Émile-Acollas
- Avenue Émile-Deschanel
- Avenue Émile-Pouvillon
- Rue Ernest-Psichari
- Rue d’Estrées
- Rue de l’Exposition

### F
- Voie F/7
- Rue Fabert
- Place de Finlande
- Place de Fontenoy
- Avenue Franco-Russe
- Avenue Frédéric-Le-Play

### G
- Rue Gaston-Gallimard
- Rue du Général-Bertrand
- Rue du Général-Camou
- Avenue du Général-Détrie
- Avenue du Général-Ferrié
- Place du Général-Gouraud
- Rue du Général-Lambert
- Avenue du Général-Marguerite
- Cité du Général-Négrier
- Avenue du Général-Tripier
- Rue de Grenelle
- Rue de Gribeauval
- Port du Gros-Caillou
- Rue du Gros-Caillou
- Avenue Gustave-Eiffel

### H
- Esplanade Habib-Bourguiba
- Rue Henri-Moissan
- Place Henry-de-Montherlant

### I
- Pont d’Iéna
- Boulevard des Invalides
- Esplanade des Invalides
- Place des Invalides
- Pont des Invalides
- Port des Invalides

### J
- Place Jacques-Bainville
- Esplanade Jacques-Chaban-Delmas
- Place Jacques-Rueff
- Rue Jean-Carriès
- Passage Jean-Nicot
- Rue Jean-Nicot
- Allée Jean-Paulhan
- Place Joffre
- Rue José-Maria-de-Heredia
- Avenue Joseph-Bouvard
- Rue Joseph-Granier

### L
- Avenue de La Bourdonnais
- Avenue de La Motte-Picquet
- Rue de La Planche
- Square de La Rochefoucauld
- Boulevard de La Tour-Maubourg
- Square de La Tour-Maubourg
- Passage Landrieu
- Rue Las Cases
- Place Le Corbusier
- Rue de la Légion-d’Honneur
- Allée Léon-Bourgeois
- Rue Léon-Vaudoyer
- Passerelle Léopold-Sédar-Senghor
- Rue de Lille
- Rue Louis-Codet
- Avenue de Lowendal
- Rue de Luynes
- Square de Luynes

### M
- Rue Malar
- Avenue du Maréchal-Gallieni
- Rue du Maréchal-Harispe
- Rue Marinoni
- Cité Martignac
- Rue de Martignac
- Rue Masseran
- Allée Maurice-Baumont
- Rue Maurice-de-La-Sizeranne
- Rue Monsieur
- Rue Montalembert
- Rue de Monttessuy

### N
- Rue de Narbonne

### O
- Avenue Octave-Gréard
- Rue d’Olivet
- Quai d’Orsay
- Impasse Oudinot
- Rue Oudinot

### P
- Place du Palais-Bourbon
- Allée Paul-Deschanel
- Rue Paul-et-Jean-Lerolle
- Impasse Paul-Louis-Courier
- Rue Paul-Louis-Courier
- Rue Pérignon
- Rue Perronet
- Place Pierre-Laroque
- Rue Pierre-Leroux
- Avenue Pierre-Loti
- Rue Pierre-Villey
- Rue de Poitiers
- Rue du Pré-aux-Clercs
- Place du Président-Édouard-Herriot
- Place du Président-Mithouard

### R
- Avenue Rapp
- Square Rapp
- Boulevard Raspail
- Rue Récamier
- Allée des Refuzniks
- Place René-Char
- Place de la Résistance
- Rue Robert-Esnault-Pelterie
- Avenue Robert-Schuman
- Square de Robiac
- Rue Rousselet
- Pont Royal

### S
- Rue Saint-Dominique
- Boulevard Saint-Germain
- Rue Saint-Guillaume
- Rue de Saint-Simon
- Port des Saints-Pères
- Rue des Saints-Pères
- Place Saint-Thomas-d’Aquin
- Rue Saint-Thomas-d’Aquin
- Place Salvador-Allende
- Rue Savorgnan-de-Brazza
- Avenue de Saxe
- Villa de Saxe
- Rue Sébastien-Bottin
- Rue Sédillot
- Square Sédillot
- Avenue de Ségur
- Villa de Ségur
- Rue de Sèvres
- Avenue Silvestre-de-Sacy
- Place Simone-Michel-Lévy
- Port de Solférino
- Rue de Solférino
- Esplanade du Souvenir-Français
- Avenue de Suffren
- Port de Suffren
- Avenue Sully-Prudhomme
- Rue Surcouf
- Place de Sydney

### T
- Rue de Talleyrand
- Allée Thomy-Thierry

- Avenue de Tourville

### U
- Passage de l’Union
- Rue de l’Université

### V
- Rue Valadon
- Quai Valéry Giscard d’Estaing
- Impasse de Valmy
- Cité Vaneau
- Rue Vaneau
- Cité de Varenne
- Rue de Varenne
- Place Vauban
- Rue Velpeau
- Rue de Verneuil
- Passage de la Vierge
- Avenue de Villars
- Rue de Villersexel
- Passage de la Visitation
- Quai Voltaire